# Thomas Bernhard
Nicolaas Thomas Bernhard (Heerlen, Nizozemska, 10. veljače 1931. – Gmunden, Austrija, 12. veljače  1989.), 
austrijski književnik i dramatičar. 
Jedan od vodećih i najplodnijih suvremenih pisaca na njemačkom jeziku. 
U prozi i drami koristi se modernističkim i avangardnim tehnikama. 
Najčešće opisuje likove izložene duševnom i tjelesnom propadanju. 
Njegove radove obilježavaju ironija, 
skepsa, naglašavanje životne apsurdnosti i besmisla.
Bio je poznat po dosljednom kritiziranju Katoličke Crkve
i austrijskog provincijalizma.
Zabranio je postumno izvođenje svojih drama na prostoru Austrije.

## Kratak životopis
Thomas Bernhard rođen je 1931. u Heerlenu u Nizozemskoj, gdje je njegova nevjenčana majka Herta Bernhard radila kao sobarica. Od jeseni 1931. živio je s bakom i djedom u Beču sve do 1937. kada ga je majka, koja se 1936. godine, kada je Thomas imao pet godina, udala za Emila Fabjana i preselila se u Traunstein u Bavarskoj, tada u nacističkoj Njemačkoj, gdje je rodila još dvoje djece, dječaka i djevojčicu. Tu im se 1937. pridružio njezin najstariji sin Thomas. Tamo se od njega tražilo da se pridruži Deutsches Jungvolk, ogranku Hitlerove mladeži, koju je mrzio. Thomasov prirodni otac Alois Zuckerstätter bio je stolar i sitni kriminalac koji je odbio priznati svog sina. Zuckerstätter je umro u Berlinu od trovanja plinom u pretpostavljenom samoubojstvu 1940.; Bernhard ga nikad nije upoznao.
Bernhardov djed, austrijski pisac Johannes Freumbichler (22. listopada 1881.-11. veljače 1949.), zalagao se za umjetničko obrazovanje Bernaharda, uključujući i glazbenu pouku. Bernhard je išao u osnovnu školu u Seekirchen am Wallerseeu, a kasnije je pohađao razne škole u Salzburgu, uključujući Joanneum koji je napustio 1947. kako bi započeo naukovanje kod trgovca mješovitom robom. George Steiner(23. travnja 1929.–3. veljače 2020.), književni kritičar, esejist, filozof, romanopisac i pedagog opisuje Bernhardovo školovanje kao "odvratno... pod sadistički represivnim sustavom, kojim su prvo upravljali katolički svećenici, a zatim nacisti"
Bernhardov Lebensmensch (austrijski izraz koji je skovao sam Bernhard a koji se odnosi na najvažniju osobu u nečijem životu) bila je Hedwig Stavianicek (1894. – 1984.), žena više od trideset sedam godina starija od njega, o kojoj se sam brinuo u njenoj samrti. Stavianiceku je upoznao 1950. godine, u godini majčine smrti i godinu dana nakon smrti svog voljenog djeda. Stavianicekova je bila glavni oslonac u Bernhardovu životu i uvelike je unaprijedila njegovu književnu karijeru. Razmjer ili priroda njegovih odnosa sa ženama je nejasna. Javna osobnost Thomasa Bernharda bila je aseksualna. Pateći tijekom svojih tinejdžerskih godina od plućnih bolesti, uključujući tuberkulozu, Bernhard je proveo od 1949. do 1951. u sanatoriju Grafenhof u Sankt Veit im Pongau. Glumački se školovao na Mozarteumu u Salzburgu (1955.–1957.) i uvijek je bio izrazito zainteresiran za glazbu. Međutim, njegovo stanje pluća onemogućilo mu je karijeru pjevača. Nakon toga kratko je radio kao novinar, uglavnom kao kriminalistički reporter, a potom je postao stalni pisac. Godine 1970. osvojio je nagradu Georg Büchner.
Godine 1978. Bernhardu je dijagnosticirana sarkoidoza. Nakon desetljeća nužne stalne medicinske skrbi za pluća, preminuo je 1989. u Gmundenu u Gornjoj Austriji. Iako su postojale tvrdnje da je umro potpomognutim samoubojstvom, suvremene osmrtnice su izvijestile, a Bernhardov polubrat dr. Peter Fabjan, je potvrdio da je Bernhard imao srčani udar. Njegova smrt objavljena je tek nakon pogreba. Bernhard je u oporuci, koja je izazvala velike polemike prilikom objavljivanja, zabranila svako novo postavljanje njegovih drama kao i objavljivanje neobjavljenih djela u Austriji. Međutim, 1999. godine to je poništio njegov nasljednik Peter Fabjan. Bernhardova atraktivna kuća u Ohlsdorf-Obernathalu 2 u koju se preselio 1965. danas je muzej i centar za proučavanje i izvođenje njegovih djela.

## Važnija djela

### Drame
- Praznik za Borisa (1970)
- Ignorant i luđak (1972)
- Lovačko društvo (1974)
- Predsjednik (1975)
- Moć navike (1974)
- Trg heroja (1988)

### Romani
- Mraz (1963)
- Smetnja (1967)
- Krečana (1970)
- Korektura (1975)
- Wittgensteinov nećak (1982)
- Beton (1982)
- Stari majstori (1985)
- Gubitnik(1991)

### Zbirka priča
- Imitator glasova (1978)